# مارپیچ اکمن

مارپیچ اکمن - نمودار جهت جریان توده‌های مایع در حال حرکت در نیمکره شمالی: ۱ - جهت باد، ۲ - نیروی اصطکاک لایه بالایی، ۳ - جهت حاصل حرکت مایع در یک لایه معین، ۴ - نیروی کوریولیس.

مارپیچ اکمن یا مارپیچ اقیانوسی و بادرانده اکمن، نتیجه تعادل نیرویی است که توسط نیروی تنش برشی، نیروی کوریولیس و کشش آب ایجاد می‌شود. این موازنه نیرو جریانی از آب متفاوت از بادها ایجاد می‌کند. در اقیانوس، دو مکان وجود دارد که مارپیچ اکمن را می‌توان مشاهده کرد. در سطح اقیانوس، نیروی تنش برشی با نیروی تنش باد مطابقت دارد. در پایین اقیانوس، نیروی تنش برشی در اثر اصطکاک با کف اقیانوس ایجاد می‌شود. این پدیده برای اولین بار توسط اقیانوس‌شناس نروژی فریتیوف نانسن در طول اکتشاف فرام خود در سطح مشاهده شد. او متوجه شد که کوه‌های یخ در جهت باد حرکت نمی‌کنند. شاگرد او، اقیانوس‌شناس سوئدی واگن والفرید اکمن، اولین کسی بود که این فرایند را به‌طور فیزیکی توضیح داد.